# Herschfelder Mühle

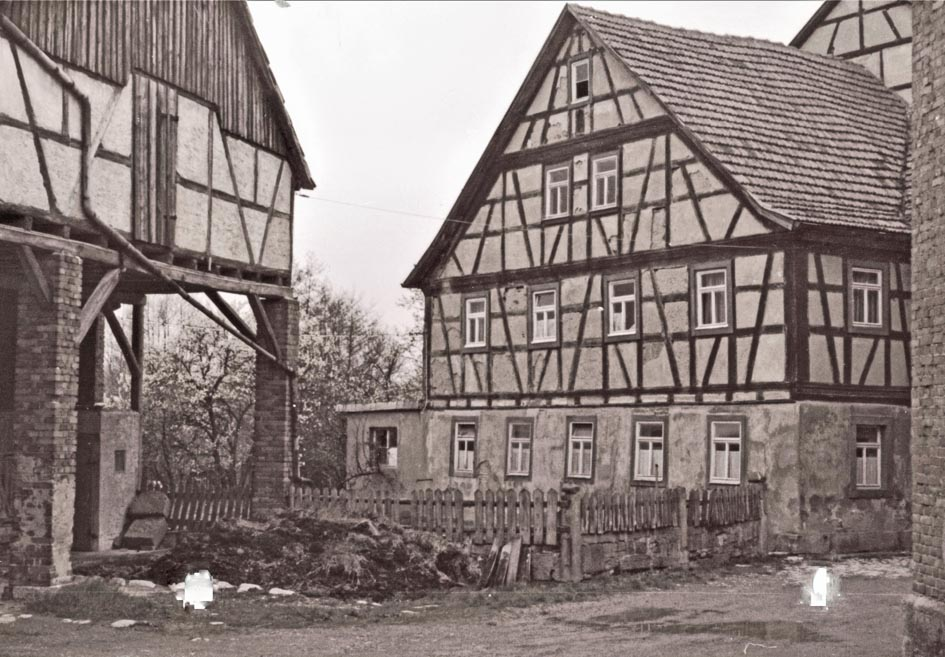
Der Innenbereich der Herschfelder Mühle in den 1970er Jahren

Herschfelder Mühle ist ein Wohnplatz der Kreisstadt Bad Neustadt an der Saale im unterfränkischen Landkreis Rhön-Grabfeld in Bayern.

## Lage
Die Einöde liegt in der Gemarkung Herschfeld an einem von der Fränkischen Saale abzweigenden Mühlbach.

## Geschichte
Die Mühle von Herschfeld wurde 1277 erstmals erwähnt als Zehntschuldner in der Pfarrei Brend. Bei Kämpfen um 1443 wurde sie in Brand gesteckt. Im 16. Jahrhundert war sie im Besitz der Voite von Salzburg. Im Dreißigjährigen Krieg wurde sie von den Schweden 1645 zu einem Drittel verbrannt. 1652 erwarb Bischof Johann Philipp von Schönborn die Mühle.

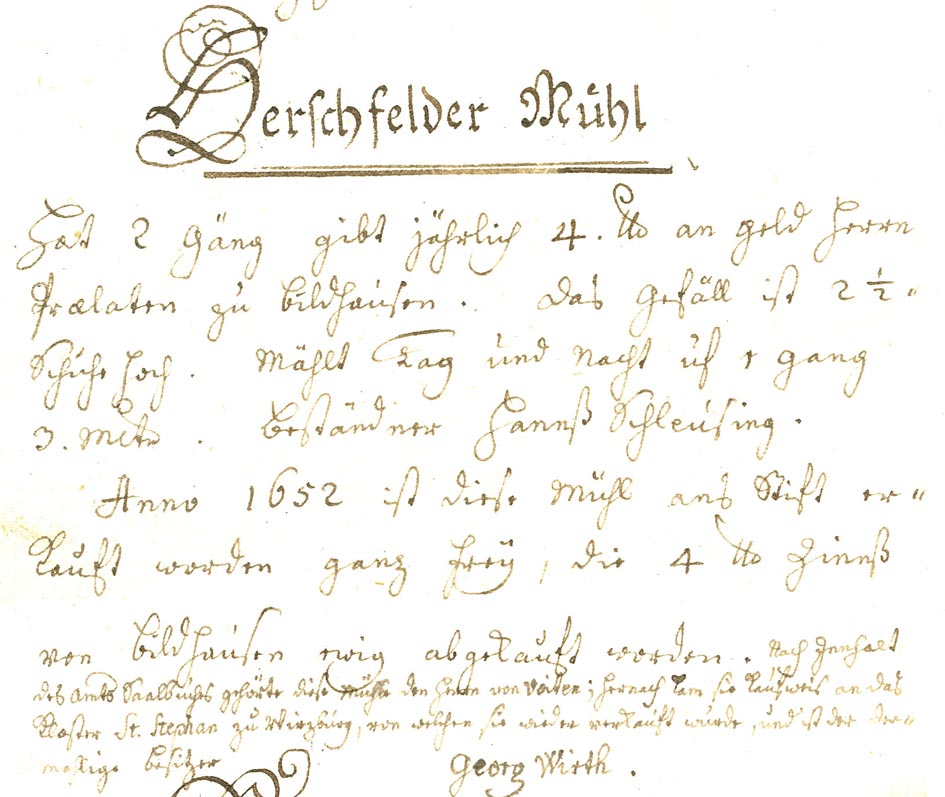
Bericht über die Herschfelder Mühle von 1798 (Stadtarchiv Bad Neustadt an der Saale, B85)

Transkription: „Herschfelder Mühl | Hat 2 Gäng gibt jährlich 4 Pfd. an geld Herrn | Praelaten zu Bildhausen. Das Gefäll ist 2 1/2 | Schuhe hoch. Mählt Tag und Nacht uf 1 Gang | 3 Mltr. Beständner Hannß Schleusing. | Anno 1652 ist diese Mühl ans Stift er|kauft worden ganz frey,
die 4 Pfd. Zinnß | von Bildhausen ewig abgekauft worden. [Späterer Zusatz] Nach Innhalt | des Amts Saalbuches gehörte diese Mühle den Herrn von Voiten; hernach kam sie kaufweis an das | Kloster St. Stephan zu Wirzburg, von welchen sie wieder verkauft wurde, und ist der der|mahlige Besitzer Georg Wirth.“